# Акира Каџи
Акира Каџи (јап. 加地 亮; 13. јануар 1980) бивши је јапански фудбалер.

## Каријера
Током каријере је играо за Серезо Осака, Токио, Гамба Осака и многе друге клубове.

## Репрезентација
За репрезентацију Јапана дебитовао је 2003. године. Наступао је на Светском првенству (2006. године) с јапанском селекцијом. За тај тим је одиграо 64 утакмице и постигао 2 гола.

## Статистика
| Јапан  | Јапан   | Јапан  |
| Година | Наступи | Голови |
| ------ | ------- | ------ |
| 2003.  | 1       | 0      |
| 2004.  | 20      | 0      |
| 2005.  | 14      | 1      |
| 2006.  | 14      | 0      |
| 2007.  | 11      | 1      |
| 2008.  | 4       | 0      |
| Укупно | 64      | 2      |

## Трофеји

### Клуб
- Џеј лига (1): 2014.
- Лига Куп Јапана (3): 2004., 2007., 2014.
- Царски куп (3): 2008., 2009., 2014.

### Јапан
- Азијски куп (1): 2004.